# Nathan Mahler
Nathan Ribeiro Mahler (São José dos Campos, 17 januari 1996) is een Braziliaans wielrenner die in 2016 reed voor Funvic Soul Cycles-Carrefour.

## Carrière
In 2014 behaalde Mahler een zilveren medaille op de Braziliaanse kampioenschappen baanwielrennen voor junioren, op het onderdeel ploegenachtervolging. Op diezelfde kampioenschappen werd hij derde in de puntenkoers.
In 2015 werd Mahler tweede in het jongerenklassement van de Ronde van Rio de Janeiro, achter Fernando Finkler. Na de tweede etappe testte Finkler echter positief op clostebol, waarna hij werd gediskwalificeerd en Mahler dus een plek opschoof in het klassement.
Eind 2015 werd Mahler samen met zijn landgenoot Rodrigo Quirino en de Spanjaarden Antonio Piedra en Pablo Urtasun door Funvic Soul Cycles-Carrefour vastgelegd voor het seizoen 2016. Dat seizoen zou het team voor het eerst een ProContinentale licentie hebben. Zijn debuut maakte hij in de Copa Rio de Janeiro, die niet op de UCI-kalender staat. In april nam Mahler deel aan de Ronde van Turkije, waar hij in de eerste twee etappes op respectievelijk plek 113 en plek 91 eindigde. De derde etappe reed hij niet uit. In het door zijn ploeggenoot Flávio Cardoso gewonnen nationale kampioenschap op de weg werd Mahler aanvankelijk veertiende, maar nadat Alex Diniz vanwege een dopingschorsing uit de uitslag werd geschrapt schoof hij één plek op naar de dertiende plaats.

## Overwinningen
2015
Jongerenklassement Ronde van Rio de Janeiro

## Ploegen
- 2016 –  Funvic Soul Cycles-Carrefour

Affonso · Almeida · Bulgarelli · Cardoso · Chamorro · Diniz · Gaspar · Mahler · Manarelli · Nazaret · Nicácio · Piedra · Pinheiro · Quirino · Ramos · Urtasun · Machado (stagiair) · Mendonça (stagiair) · Rincón (stagiair)